# Saint-Germain-de-la-Rivière
Saint-Germain-de-la-Rivière là một xã trong tỉnh Gironde, thuộc vùng Nouvelle-Aquitaine của nước Pháp, có dân số là 339 người (thời điểm 1999). Saint-Germain-de-la-Rivière là một nơi trồng nho trong vùng trồng nho Fronsac.

## Nhân khẩu học
| 1962 | 1968 | 1975 | 1982 | 1990 | 1999 |
| ---- | ---- | ---- | ---- | ---- | ---- |
| 366  | 374  | 340  | 303  | 314  | 339  |